# 通州 (江蘇省)
通州（つうしゅう）は、中国にかつて存在した州。後周末から民国初年にかけて、現在の江蘇省南通市一帯に設置された。

## 概要
958年（顕徳5年）、後周により南唐の静海都鎮に通州が置かれた。
1023年（天聖元年）、北宋により通州は崇州と改称された。1034年（景祐元年）、崇州は通州の称にもどされた。通州は淮南東路に属し、静海・海門の2県と利豊監を管轄した。
元のとき、通州は揚州路に属し、静海・海門の2県を管轄した。
1369年（洪武2年）、明により静海県は廃止され、通州に編入された。通州は揚州府に属し、海門県1県を管轄した。
1724年（雍正2年）、清により通州は南通州直隷州に昇格した。南通州直隷州は江蘇省に属し、如皋・泰興の2県を管轄した。
1912年、中華民国により南通州直隷州は廃止され、南通県と改められた。